# Liste von Sakralbauten in Erlangen
Die Liste von Sakralbauten in Erlangen listet alle Kirchengebäude und sonstigen Sakralbauten in der kreisfreien bayerischen Stadt Erlangen in Mittelfranken auf. Profanierte oder anderen Gemeinden überlassene Sakralbauten werden kursiv wiedergegeben.

## Christentum

### Evangelische Kirchen

#### Evangelisch-Lutherische Kirche
Die Mehrheit der Erlanger Bevölkerung ist konfessionslos (2011: 35,8 %), die größte Glaubensgemeinschaft ist allerdings die Evangelische Kirche (2024: 21,7 %). Die lutherischen Gemeinden gehören zum Dekanat Erlangen in der Evangelisch-Lutherischen Kirche in Bayern, einer Landeskirche innerhalb der EKD.
| Abbildung | Name                                                         | Stadtteil        | Kirchengemeinde                     | Anschrift                 | Bauzeit              | Bemerkung |
| --------- | ------------------------------------------------------------ | ---------------- | ----------------------------------- | ------------------------- | -------------------- | --- |
|           | Altstädter Kirche (Dreifaltigkeitskirche)                    | Zentrum          | Erlangen-Altstadt                   | Martin-Luther-Platz 1     | 1709–1721            | Altstädter Kirchturm prägt gemeinsam mit dem Turm der Neustädter Kirche und Hugenottenkirche das Stadtbild. |
|           | Burgbergkapelle (Kapelle zum Hl. Grab)                       | Burgberg         | Erlangen-Altstadt                   | Bayreuther Str. 38        |                      | |
|           | Christus Gemeinde Tennenlohe                                 | Tennenlohe       | Landeskirchliche Gemeinschaft       | Haselhofstr. 64           | 2001                 | Die CGT gehört dem Hensoltshöher Gemeinschaftsverband innerhalb der ELKB an, ist von den Strukturen der Landeskirche aber völlig unabhängig. |
|           | Christuskirche                                               | Zentrum          | profaniert, zuvor Erlangen-Neustadt | Bohlenplatz 1             | 1728–1734            | Zuvor dt.-ref. Kirche (s. u.), ab 1922 als Christuskirche der ev.-luth. Neustädter Gemeinde, ab 1954 von dieser als Gemeindehaus genutzt. Nach Umbau seit 2016 unter dem Namen Kreuz + Quer – Haus der Kirche Erlangen eine Veranstaltungsstätte des Dekanats. |
|           | Christuskirche                                               | Dechsendorf      | Martin-Luther-Gemeinde              | Wildentenweg 2            | 1997                 | |
|           | Egidienkirche                                                | Eltersdorf       | Eltersdorf                          | Eltersdorfer Str. 21      | 14. Jahrhundert 1909 | Der dreigeschossige Chorturm stammt aus dem 14. Jahrhundert. Vor der Reformation Marienkirche. |
|           | Erlöserkirche                                                | Am Anger         | Erlösergemeinde                     | Neckarstr. 16             | 1963–1965            | |
|           | Evangelisches Familienzentrum                                | Zollhaus         | Landeskirchliche Gemeinschaft       | Bismarckstr. 19           | 2015                 | Die LKG gehört dem Hensoltshöher Gemeinschaftsverband innerhalb der ELKB an, ist von den Strukturen der Landeskirche aber völlig unabhängig. |
|           | Johanneskirche                                               | Alterlangen      | Johannesgemeinde                    | Schallershofer Str. 22    | 1964                 | An der selben Stelle stand seit 1952 ein gleichnamiger Vorgängerbau. |
|           | St. Johannis (St. Johannes der Täufer)                       | Kriegenbrunn     | Frauenaurach                        | Bruckweiherstr. 4         | 13./14. Jahrhundert  | Wehrkirche |
|           | Konkordienkirche                                             | Zentrum          | Erlangen-Neustadt                   | Schlossgarten 5           | 1708–1710            | 1743 profaniert, heute Geologisches Institut der FAU. |
|           | Klosterkirche St. Matthäus                                   | Frauenaurach     | Frauenaurach                        | Wallenrodstr. 7           | 1271                 | Ehemalige Dominikanerinnen-Klosterkirche St. Marien, seit dem 16. Jahrhundert evangelisch-lutherische Pfarrkirche St. Matthäus. |
|           | St. Maria Magdalena                                          | Tennenlohe       | Tennenlohe                          | Sebastianstr. 4           | 1464                 | Zum Patrozinium kehrte man erst 1973 zurück. |
|           | St. Markus                                                   | Erlangen-Ost     | Markusgemeinde                      | Sieglitzhofer Str. 4      | 1954–1955            | |
|           | St. Martin (Martinsbühler Kirche)                            | Zentrum          | Erlangen-Altstadt                   | Altstädter Friedhof 1     | 1435                 | Friedhofskirche des Altstädter Friedhofs. |
|           | Martin-Luther-Kirche                                         | Büchenbach       | Martin-Luther-Gemeinde              | Bamberger Str. 18         | 1980                 | |
|           | St. Matthäus                                                 | Erlangen-Süd     | Matthäusgemeinde                    | Emil-Kränzlein-Str. 4     | 1957–1960            | Im Turm hängt die schwerste und tontiefste Glocke Erlangens. |
|           | Neustädter Kirche (Heilig-Geist-Kirche / Universitätskirche) | Zentrum          | Erlangen-Neustadt                   | Neustädter Kirchenplatz 1 | 1725–1737            | Seit 1837 Universitätskirche der Friedrich-Alexander-Universität Erlangen-Nürnberg. |
|           | Neustädter Friedhofskirche                                   | Zentrum          | Erlangen-Neustadt                   | Äußere Brucker Str. 24    | 1783–1787            | |
|           | St. Peter und Paul                                           | Bruck            | Bruck                               | Fürther Str. 42           | ca. 1400             | Wehrkirche. Mit 68 Metern der höchste Kirchturm in Erlangen. |
|           | Sophienkirche                                                | Zentrum          | profaniert, zuvor Erlangen-Neustadt | Hauptstr. 14              | 1700                 | Vorgängerbau der Neustädter Kirche, auch als Universitätskirche genutzt. 1826 profaniert, heute sind nur noch die Außenmauern erhalten. |
|           | Thomaskirche                                                 | Sebaldussiedlung | Thomasgemeinde                      | Liegnitzer Str. 20        | 1966–1969            | |

#### Evangelisch-reformierte Kirche
Die reformierte Gemeinde gehört dem Synodalverband XI der Evangelisch-Reformierten Kirche an, die ebenfalls Teil der EKD ist.
| Abbildung | Name                                              | Stadtteil | Kirchengemeinde   | Anschrift         | Bauzeit   | Bemerkung |
| --------- | ------------------------------------------------- | --------- | ----------------- | ----------------- | --------- | --- |
|           | Deutsch-Reformierte Kirche                        | Zentrum   | profaniert        | Bohlenplatz 1     | 1728–1734 | Ab 1922 Christuskirche der ev.-luth. Neustädter Gemeinde, ab 1954 von dieser als Gemeindehaus genutzt. Nach Umbau seit 2016 unter dem Namen Kreuz + Quer – Haus der Kirche Erlangen eine Veranstaltungsstätte des Dekanats. |
|           | Hugenottenkirche (Französisch-Reformierte Kirche) | Zentrum   | Ev.-Ref. Gemeinde | Hugenottenplatz 2 | 1686–1693 | Zuerst turmlos, Anbau des Turmes 1732–36. Ältestes Gebäude der Neustadt, beherbergt auch die älteste Orgel der Stadt. |

#### Evangelische Freikirchen
Evangelische Freikirchen sind von den Volks- und Landeskirchen, die sich in der EKD organisieren, unabhängige Gemeinschaften. Teils sind sie als Einzelgemeinden organisiert, teils gehören sie konfessionellen Verbänden an. In Erlangen sind solche Freikirchen seit dem 19. Jahrhundert mit eigenen Gemeinden präsent.
| Abbildung | Name                                            | Stadtteil       | Zugehörigkeit                                      | Anschrift              | Bauzeit      | Bemerkung                                                                                           |
| --------- | ----------------------------------------------- | --------------- | -------------------------------------------------- | ---------------------- | ------------ | --------------------------------------------------------------------------------------------------- |
|           | Adventgemeinde Erlangen I                       | Bruck           | Siebenten-Tags-Adventisten                         | Bierlachweg 4          | 1995         | Vorheriges Gemeindezentrum in der Luitpoldstr. 5a                                                   |
|           | Adventgemeinde ERlebt                           | Bruck           | Siebenten-Tags-Adventisten                         | Gutenbergstr. 1        |              | |
|           | Arche Gemeinschaft Erlangen                     | Zollhausviertel |                                                    | Luitpoldstr. 5a        | 1997 (Bezug) | |
|           | Evangelisch-Freikirchliche Gemeinde – Baptisten | Am Anger        | Bund Evangelisch-Freikirchlicher Gemeinden         | Äußere Brucker Str. 50 | 2020–2022    | Selbstständige Gemeinde in Erlangen seit 1979. An selbiger Stelle stand seit 1985 ein Vorgängerbau. |
|           | Evangelisch-methodistische Kirche               | Zentrum         | Evangelisch-methodistische Kirche                  | Henkestr. 34           | 1898 (Bezug) | Älteste Freikirche in Erlangen, Gemeinde traf sich von 1886 bis 1898 in der Schiffstr. 17.          |
|           | Freie Baptisten-Gemeinde                        | Schallershof    |                                                    | Schallershofer Str. 72 | 1999–2000    | |
|           | Freie evangelische Gemeinde                     | Zentrum         | Bund Freier evangelischer Gemeinden in Deutschland | Fuchsengarten 5        | 1982 (Bezug) | |
|           | Gemeinde am Wetterkreuz                         | Tennenlohe      |                                                    | Wetterkreuz 25         | 1991 (Bezug) | |
|           | Internationale Jesus Gemeinde                   | Bruck           | Church of God of Prophesy                          | Tennenloher Str. 47    |              | |

### Katholische Kirche
Die katholischen Kirchen gehören zum Erzbischöflichen Dekanat Erlangen im Erzbistum Bamberg.
| Abbildung | Name                                | Stadtteil         | Anschrift                  | Pfarrei                         | Bauzeit         | Bemerkung |
| --------- | ----------------------------------- | ----------------- | -------------------------- | ------------------------------- | --------------- | --- |
|           | St. Albertus Magnus                 | Frauenaurach      | Albertusstr. 17            | St. Xystus                      | 1968            | |
|           | Zu den Hl. Aposteln (Apostelkirche) | Büchenbach        | Odenwaldallee 32           | Zu den Hl. Aposteln             | 1986–1987       | |
|           | St. Bonifaz                         | Zentrum           | Hofmannstr. 24             | St. Bonifaz                     | 1927–1928       | Expressionistische Basilika mit westwerkartigem Vorbau.                                                                             |
|           | Hl. Familie                         | Tennenlohe        | Saidelsteig 33             | Hl. Familie                     | 1978–1979       | |
|           | St. Heinrich                        | Alterlangen       | Möhrendorfer Str. 31a      | St. Heinrich                    | 1968–1970       | |
|           | Herz Jesu                           | Zentrum           | Kath. Kirchenplatz 8       | Herz Jesu                       | 1849–1850       | Erste katholische Kirche in Erlangen nach der Reformation.                                                                          |
|           | St. Josef                           | Kosbach           | Reitersbergstr. 12         | St. Xystus                      | 1956–1964       | Gefallenen- und Gedenkkapelle, wird von Katholiken und Protestanten genutzt.                                                        |
|           | Hl. Kreuz                           | Bruck             | Langfeldstr. 36            | Heilig Kreuz                    | 1968–1969       | Kreisrunder Bau, gegliedert durch 15 Konchen. Direkt angrenzend liegt das Karmelitenkloster Hl. Kreuz.                              |
|           | Klosterkirche Dreifaltigkeit        | Büchenbach        | Frochheimer Str. 27        | St. Xystus                      | 1969            | Kloster der Beschuhten Karmelitinnen.                                                                                               |
|           | St. Kunigund                        | Eltersdorf        | Holzschuherring 40         | St. Kunigund                    | 1969–1970       | |
|           | Maria-Schnee-Kapelle                | Dechsendorf       | Faust-von-Stromberg-Str. 2 | Unsere liebe Frau               | 1730            | |
|           | St. Marien                          | Bruck             | An der Lauseiche 1         | St. Peter und Paul & St. Marien | 1980–1981       | |
|           | St.-Michael-Kapelle                 | Steudach          | Am Klosterholz 11          | St. Xystus                      | 1973            | Ein Vorgängerbau bestand von 1923 bis 1976. Zugleich auch Feuerwehrhaus von Steudach.                                               |
|           | Mühlangerkapelle                    | Stadtrandsiedlung | Kapellensteg               | St. Heinrich                    | 1765            | |
|           | St. Peter und Paul                  | Bruck             | Friedhofsstr. 19           | St. Peter und Paul & St. Marien | 1907–1908       | Seit 2022 als Kirche zur Hl. Maria und den Hl. Aposteln von den Kopten genutzt. Es finden weiterhin auch kath. Gottesdienste statt. |
|           | St. Sebald                          | Sebaldussiedlung  | Marienbader Str. 32        | St. Sebald                      | 1966–1967       | Zentralbau mit pyramidenförmigem Dachreiter.                                                                                        |
|           | Sodalitätskapelle                   | Büchenbach        | Forchheimer Str. 43        | St. Xystus                      | 1886            | Kapelle der Marianischen Sodalität.                                                                                                 |
|           | St. Theresia                        | Sieglitzhof       | Sieglitzhofer Str. 25      | St. Theresia                    | 1973            | Turmloser Zentralbau mit asymmetrischem Zeltdach.                                                                                   |
|           | Unsere liebe Frau                   | Dechsendorf       | Faust-von-Stromberg-Str. 2 | Unsere liebe Frau               | 1962–1963       | |
|           | St. Xystus                          | Büchenbach        | Alter Markt 10             | St. Xystus                      | 14. Jahrhundert | Erwähnung eines Vorgängerbaus möglicherweise schon 997. Wehrkirche, ältester katholischer Kirchenbau Erlangens.                     |

### Orthodoxe Kirchen
| Abbildung | Name                      | Stadtteil    | Zugehörigkeit                                                         | Anschrift       | Bauzeit   | Bemerkung |
| --------- | ------------------------- | ------------ | --------------------------------------------------------------------- | --------------- | --------- | --- |
|           | Dreifaltigkeitskirche     | Erlangen-Süd | Russisch-Orthodoxe Kirche im Ausland (Diözese Berlin und Deutschland) | Stinzingstr. 20 | 1961      | Gemeinde besteht seit 1946. |
|           | Hl. Maria und Hl. Apostel | Bruck        | Koptische Kirche (Diözese Süddeutschland)                             | Friedhofstr. 20 | 1907–1908 | Ehemals kath. Kirche St. Peter und Paul, seit 2022 in Erbpacht der koptischen Gemeinde übergeben. Es finden weiterhin auch kath. Gottesdienste statt. |

Die griechisch-orthodoxe, die serbisch-orthodoxe und die rumänisch-orthodoxe Gemeinde verfügen nicht über eigene Kirchenräume, nutzen aber die anderer Gemeinden mit.

### Ökumenische Einrichtungen
| Abbildung | Name             | Stadtteil      | Anschrift            | Bauzeit   | Bemerkung                                                              |
| --------- | ---------------- | -------------- | -------------------- | --------- | ---------------------------------------------------------------------- |
| rahmnlos  | Garnisonskapelle | Röthelheimpark | Carl-Thiersch-Str. 3 | 1935      | Profaniert, zuvor Standort-Kapelle der amerikanischen Ferris Barracks. |
|           | Klinikkirche     | Büchenbach     | Am Europakanal 71    | 1972–1976 | Kirche der Krankenhausseelsorge am Klinikum am Europakanal.            |

Die Krankenhausseelsorge verfügt auch in der Kopfklinik und dem Internistischen Zentrum der Universitätsklinik, sowie im Malteser Waldkrankenhaus St. Marien über Räume, die als ökumenische Kapellen genutzt werden.

## Judentum
Schon 1408 bestand eine erste jüdische Gemeinde in Erlangen, die allerdings im Rahmen von mehreren markgräflichen Mandaten ausgewiesen wurde und sich in den damals noch selbstständigen Stadtteilen Bruck (ab 1431) und Büchenbach (ab 1681), aber auch in Baiersdorf niederließ. Ab 1813 entstand auch in Folge des Bayerischen Judenedikts wieder eine Gemeinde in Erlangen. Die gesamte jüdische Gemeinde Erlangens wurde in der Zeit des Nationalsozialismus entweder vertrieben oder ermordet. Insgesamt 80 Personen fanden dabei den Tod. Erst 1997 gründete sich die Israelitische Kultusgemeinde erneut.
| Abbildung | Name                   | Stadtteil  | Anschrift           | Bauzeit | Bemerkung                                                                                 |
| --------- | ---------------------- | ---------- | ------------------- | ------- | ----------------------------------------------------------------------------------------- |
|           | Synagoge in Bruck      | Bruck      | Judengasse 1a       | 1707    | 1876 profaniert, heute Wohnhaus. Ein Vorgängerbau mit Mikwe stand in der Fürther Str. 36. |
|           | Synagoge in Büchenbach | Büchenbach | Forchheimer Str. 16 | 1813    | 1893 abgerissen                                                                           |
|           | Taharahaus             | Burgberg   | Rudelsweiherstr. 85 | 1891    | Zwischenzeitlich als Wohnhaus genutzt, seit 2017 wieder Taharahaus.                       |

Die jüdische Gemeinde Erlangen hatte ihren Betsaal bis 1878 in der Friedrichstr. 3, bis 1937 in der Dreikönigstr. 1 und bis zur Zerstörung in der Reichspogromnacht in der Einhornstr. 5.
Die neugegründete Jüdische Kultusgemeinde führte ihre Gottesdienste zuerst in der Hauptstraße 34 durch, bevor sie den gegenwärtigen Betsaal in der Rathsberger Str. 8b bezog. Sie plant den Bau einer neuen Synagoge.

## Islam
| Abbildung | Name            | Stadtteil | Anschrift              | Zugehörigkeit                     | Bauzeit      | Bemerkung |
| --------- | --------------- | --------- | ---------------------- | --------------------------------- | ------------ | --- |
|           | Blaue Moschee   | Am Anger  | Michael-Vogel-Str. 24b | DİTİB                             | 2001 (Umbau) | Ehemalige Textilmaschinenhalle. Die Türkisch-Islamische Gemeinde hatte ihre Gebetsräume zuvor in der Westl. Stadtmauerstr. 3 |
|           | Friedensmoschee | Am Anger  | Am Erlanger Weg 2      | Islamische Gemeinde Erlangen e.V. | 2003 (Umbau) | |

## Weitere Religionen und neureligiöse Bewegungen

### Die Christengemeinschaft
| Abbildung | Name         | Stadtteil | Anschrift          | Bauzeit   | Bemerkung |
| --------- | ------------ | --------- | ------------------ | --------- | --- |
|           | Gemeindehaus | Burgberg  | Spardorfer Str. 77 | 1988–1989 | Zuvor nutzte die Gemeinschaft angemietete Räume im Jordanweg 13, am Altstädter Kirchenplatz 7 und in der Nägelsbachstr. 32. |

### Gralsbewegung
| Abbildung | Name           | Stadtteil | Anschrift       | Bauzeit | Bemerkung |
| --------- | -------------- | --------- | --------------- | ------- | --------- |
|           | Andachtsstätte | Bruck     | Fürther Str. 81 | 1992    |           |

### Kirche Jesu Christi der Heiligen der letzten Tage(Mormonen)
| Abbildung | Name         | Stadtteil    | Anschrift            | Bauzeit | Bemerkung |
| --------- | ------------ | ------------ | -------------------- | ------- | --------- |
|           | Gemeindehaus | Schallershof | Ulrich-Schalk-Str. 5 | 1979    |           |

### Neuapostolische Kirche
| Abbildung | Name                   | Stadtteil | Anschrift     | Bauzeit | Bemerkung                                                               |
| --------- | ---------------------- | --------- | ------------- | ------- | ----------------------------------------------------------------------- |
|           | Neuapostolische Kirche | Zentrum   | Schuhstr. 39a | 1969    | Gemeinde besteht seit 1930, Vorgängerbau am Ort des jetzigen Rathauses. |

### Zeugen Jehovas
| Abbildung | Name            | Stadtteil | Anschrift           | Bauzeit | Bemerkung |
| --------- | --------------- | --------- | ------------------- | ------- | --------- |
|           | Königreichssaal | Bruck     | Felix-Klein-Str. 12 | 1980    |           |